# Athanasios Polychronopoulos
Athanasios George Polychronopoulos (griechisch Αθανάσιος Πολυχρονόπουλος; * 10. April 1984 in Southampton, New York) ist ein professioneller amerikanisch-griechischer Pokerspieler. Er ist zweifacher Braceletgewinner der World Series of Poker.

## Persönliches
Polychronopoulos wurde als Sohn griechischer Eltern im US-Bundesstaat New York geboren. Vor seiner Pokerkarriere arbeitete er als Gastronom.

## Pokerkarriere

### Werdegang
Polychronopoulos spielte von Januar 2008 bis Januar 2019 Onlinepoker. Er nutzte die Nicknames Athanasios 9 (PokerStars sowie Full Tilt Poker), Athanasios_9 (partypoker) und 4MyLuthien (888poker). Der Amerikaner erspielte sich Turnierpreisgelder von mehr als 3 Millionen US-Dollar, wobei der Großteil von über 2 Millionen US-Dollar bei PokerStars gewonnen wurde.
Seine erste Geldplatzierung bei einem Live-Pokerturnier erzielte Polychronopoulos Ende Oktober 2010 in Mashantucket. Im Juni 2011 war er erstmals bei der World Series of Poker (WSOP) im Rio All-Suite Hotel and Casino in Paradise am Las Vegas Strip erfolgreich und kam bei zwei Turnieren der Variante No Limit Hold’em in die Geldränge. Dabei gewann der Amerikaner ein Event mit einem Hauptpreis von rund 650.000 US-Dollar und sicherte sich ein Bracelet. Im November 2011 erreichte er beim Main Event der Master Classics of Poker in Amsterdam den Finaltisch und beendete das Turnier auf dem mit mehr als 100.000 Euro dotierten vierten Platz. Bei der WSOP 2012 erzielte Polychronopoulos vier Geldplatzierungen und saß an einem Finaltisch. Im Jahr darauf setzte er sich bei der WSOP 2013 erneut bei einem Event in No Limit Hold’em durch und erhielt sein zweites Bracelet sowie knapp 520.000 US-Dollar. Ende Mai 2014 wurde der Amerikaner bei der National Championship des WSOP-Circuits in Atlantic City Zweiter und mit knapp 220.000 US-Dollar prämiert. Im Venetian Resort Hotel am Las Vegas Strip beendete er Mitte Juli 2017 ein Deepstack-Turnier als Vierter und erhielt rund 110.000 US-Dollar. Ende Juni 2018 gewann er das Summer Classic im Wynn Las Vegas, wofür er sich aufgrund eines Deals mehr als 230.000 US-Dollar sicherte. Beim Main Event des WSOP-Circuits in Pompano Beach erreichte Polychronopoulos im Februar 2022 den Finaltisch und wurde als Zweiter mit über 125.000 US-Dollar ausbezahlt.
Insgesamt hat sich Polychronopoulos mit Poker bei Live-Turnieren mehr als 2,5 Millionen US-Dollar erspielt.

### Braceletübersicht
Polychronopoulos kam bei der WSOP 44-mal ins Geld und gewann zwei Bracelets:
| Jahr | Buy-in (in $) | Turnier          | Teilnehmer | Preisgeld (in $) |
| ---- | ------------- | ---------------- | ---------- | ---------------- |
| 2011 | 1500          | No-Limit Hold’em | 2713       | 650.223          |
| 2013 | 1500          | No-Limit Hold’em | 2105       | 518.755          |